# 지리적 표시

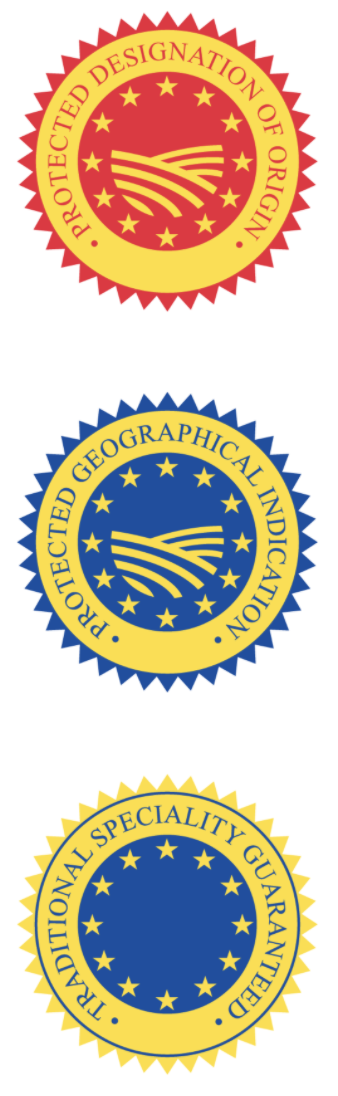

지리적 표시(geographical indication, GI)란 상품의 품질과 지역이 큰 관련이 있을 경우 그 지역에서만 지역 이름을 쓸 수 있게 하는 제도이다.

## 역사
정부는 허위 거래 설명이나 사칭에 대한 법률을 사용하여 적어도 19세기 말부터 특정 지역에서 식별되는 식품의 상표명과 상표를 보호해 왔다. 이러한 경우 지리적 표시에 대한 독점 사용으로 인해 발생하는 경쟁 자유의 제한은 소비자 보호 혜택이나 생산자 보호 혜택으로 정부에 의해 정당화된다.
최초의 GI 시스템 중 하나는 AOC(Appellation d'origin contrôlée)로 알려진 20세기 초 프랑스에서 사용된 시스템이다. 지리적 원산지 및 품질 표준을 충족하는 품목에는 제품의 원산지 및 표준에 대한 공식 인증 역할을 하는 정부 발행 스탬프가 승인될 수 있다. 이러한 "원산지 명칭"이 있는 제품의 예로는 그뤼에르 치즈(스위스산)와 많은 프랑스 와인이 있다.
1919년 베르사유 조약의 "샴페인 단락"에 따라 독일은 제품에 동맹 지리적 표시를 사용하는 것이 금지되었으며, 이는 특히 독일의 "코냑" 및 "샴페인" 산업에 영향을 미쳤다. 이는 프랑스인들이 프랑스 장소에 대한 오해의 소지가 있는 언급을 고려했기 때문이다. 그 이후로 "Weinbrand"와 "Sekt"라는 용어가 대신 사용되었다.
지리적 표시는 오랫동안 테루아의 개념과 특정 식품을 특정 지역과 연관시키는 전통이 있는 하나의 실체인 유럽과 연관되어 왔다. 유럽 연합법에 따라 1992년에 발효된 원산지 보호 지정 체계는 "원산지 보호 지정"(PDO), "지리적 표시 보호"(PGI) 및 전통 특산물 보장"(PDO)과 같은 지리적 표시 시스템(TSG)을 규제한다.

## 대상 분야
지리적 표시의 사용은 농산물에만 국한되지 않는다. 지리적 표시는 특정 제조 기술 및 전통과 같이 제품 원산지에서 발견되는 인적 요소로 인해 발생하는 제품의 특정 품질을 강조할 수도 있다. 예를 들어, 일반적으로 지역 천연자원을 사용하여 수작업으로 제작되고 일반적으로 지역 공동체의 전통에 포함되는 수공예품이다.

## 논란
샴페인이나 꼬냑 같은 것이 조리법의 표시인지 지역을 표시한 것인지 다른 지역에서 똑같은 방식으로 제조된 물품에 그 이름을 쓰지 못하게 하는게 옳은지 논란이 있다.
유럽 연합에서는 샴페인이 화이트 스파클링 와인을 말하는 보통명사가 아니라 프랑스 샹파뉴 지역의 표시라고 주장하여 논쟁을 불러일으켰다.

## 같이 보기
- 원산지 명칭 보호 (유럽 연합)
- 상표
- 현저한 지리적 명칭